# Ha i tuoi occhi
Ha i tuoi occhi (Il a déjà tes yeux) è un film del 2016 diretto da Lucien Jean-Baptiste.
La pellicola, di produzione franco-belga, narra la vicenda di un'adozione nella Francia di oggi.

## Trama
I coniugi Paul e Salimata "Sali" Aloka, franco-martinicano lui, francese di origini senegalesi lei, attendono da tempo un bambino da poter adottare. Un giorno ricevono finalmente il lieto annuncio, ma a sorpresa viene assegnato loro Benjamin, un neonato di quattro mesi biondo e con gli occhi azzurri. L'affidamento di un bambino bianco ad una coppia di colore sembra stravolgere gli stereotipi legati all'adozione, ma, non avendo posto i coniugi Aloka particolari condizioni, quello che hanno ricevuto è stato il frutto solo del caso.
All'interno dell'associazione preposta a vigilare sulle adozioni, la rigida Claire Mallet è molto dubbiosa sull'opportunità di questo abbinamento, pronosticandone l'insuccesso. Così, mentre gli Aloka accettano con amore il piccolo Benjamin, la Mallet, assegnata al controllo del periodo di affidamento che precede l'adozione vera e propria, assilla la "strana famiglia" che, per altro, qualche problema con i genitori di lei, in effetti, ce li ha.
Tuttavia, dopo le iniziali perplessità, la nonna materna accetta il nipotino con entusiasmo, tanto che un giorno in cui lo aveva in custodia lo lascia con delle amiche che, fermate dalla polizia, dimostrano di non essere in regola con il permesso di soggiorno. L'imprudenza è pagata cara dagli Aloka che perdono momentaneamente la tutela di Benjamin.
La Mallet dovrebbe sentirsi soddisfatta ma in realtà scopre di essersi comportata male e capisce che gli Aloka sono la miglior famiglia che quel bambino potesse trovare. Così, dopo il rapimento "a fin di bene" di Benjamin dall'ospedale in cui era ricoverato, le parti si accordano per il meglio, facendo tornare il bambino dai suoi nuovi genitori, che ormai possono considerarsi tali anche a norma di legge.